# Tiburtio Massaino
Tiburtio Massaino (auch Massaini) (* vor 1550 in Cremona; † nach 1608 in Piacenza oder Lodi (Lombardei)) war ein italienischer Komponist und Gründer der Salzburger Hofkapelle.

## Leben
Massaino war ein Augustiner-Mönch in Piacenza. 1571 wurde er maestro di cappella von Santa Maria del Popolo in Rom. Weitere Stationen waren Modena (1578), Lodi (1580) und Salò (1587), vermutlich war er auch in Konstantinopel. Ende der 1580er Jahre wurde er Sänger und Kapellmeister am Hof des Erzherzogs Ferdinand II. Etwa 1590 wurde er von Erzbischof Wolf Dietrich von Raitenau als Kapellmeister nach Salzburg berufen. 1591 kam es zu einer Anklage und einer Verurteilung von Massaino, und nach einer kurzen Festungshaft musste er innerhalb von drei Tagen das Erzstift Salzburg verlassen. Er ging nach Prag, wo er Philippe de Monte kennen lernte; zur erhofften Anstellung am Hof kam es dort jedoch nicht.
1594 ging er zurück nach Italien, wo er erneut in Cremona, Piacenza und Lodi tätig war. Laut Adriano Banchieri war er noch 1609 maestro di cappella in Piacenza.

## Werke (Auswahl)

### Geistliche Werke
- Concentus in universos psalmos … in vesperis omnium festorum per totum annum frequentatos, cum 3 Magnificat, 5, 9vv (1576 and 1588)
- Motectorum liber primus, 5, 6vv (1576)
- Missae liber primus: Missa ‘Rorate coeli’, Missa ‘Nuncium vobis’, Missa ‘Omnes gentes’, 5, 6vv (1578)
- Sacri cantus … liber secundus, 5vv (1580)
- Psalmi omnes ad vesperas per totum annum decantandi, una cum Magnificat, 8vv (1587)
- Secundus liber missarum, 5vv (1587)
- Motectorum … liber tertius, 5vv (1590)
- Liber primus cantionum ecclesiasticarum, 4vv (Prague, 1592; 1580 edn cited in FétisB); ed. In DTÖ, cx (1964)
- Sacrae cantiones … liber primus, 6vv (1592)
- Sacri modulorum concentus, 6–10, 12vv (1592)
- Primus liber missarum, 6vv (1595)
- Sacrae cantiones … liber secundus, 6vv (1596)
- Tertius liber missarum, 5vv (1598)
- Motectorum liber quartus, 5vv (1599)
- Musica super Threnos Ieremiae prophete in maiori hebdomada decantandas, 5vv (1599)
- Missarum liber primus, 8vv (1600)
- Sacrae cantiones … liber tertius, 6vv (1601)
- Sacri modulorum concentus, 8–10, 12, 15, 16vv, op. 31 (1606)
- Musica per cantare con l’organo, 1–3vv, org, op. 32 (160719)
- Sacrarum cantionum liber primus, 7vv, bc (org), op. 33 (1607)
- Quaerimoniae cum responsoriis infra hebdomadam sanctam concinendae, et passiones pro Dominica Palmarum, & feria sexta, 5vv (1609)

### Weltliche Werke
- Il primo libro de madrigali, 4vv (1569)
- Il primo libro de madrigali, 5vv (1571)
- Il secondo libro de madrigali, 4vv (1573)
- Il secondo libro de madrigali, 5vv (1578)
- Trionfo di musica … libro primo, 6vv (1579)
- Il terzo libro de madrigali, 5vv (1587)
- Il quarto libro de madrigali, 5vv (1594)
- Madrigali … libro primo, 6vv (1604)
- Il secondo libro de madrigali, 6vv (1604)